# Dolomedes toldo
Espèce
Dolomedes toldo est une espèce d'araignées aranéomorphes de la famille des Dolomedidae.

## Distribution
Cette espèce est endémique de la province de Holguín à Cuba,. Elle se rencontre vers Moa.

## Description
Le mâle holotype mesure 7,10 mm.

## Systématique et taxinomie
Cette espèce a été décrite par Alayón en 2003.

## Étymologie
Son nom d'espèce lui a été donné en référence au lieu de sa découverte, El Toldo.

## Publication originale
- Alayón, 2003 : « El género Dolomedes (Araneae: Pisauridae) en Cuba. » Revista Ibérica de Aracnología, vol. 8, p. 45-50 (texte intégral).